# Annika Eberhardt
Annika Eberhardt (* 23. April 1992 in Crailsheim) ist eine deutsche Fußballspielerin. Sie spielte für den Zweitligisten TSG 1899 Hoffenheim II.

## Werdegang
Eberhardt wechselte 2002 als D-Jugendliche vom VfR Altenmünster zum TSV Crailsheim, wo sie bis zur Saison 2007/2008 in den Jugendteams zum Einsatz kam. 2008/2009 gehörte sie zum Bundesligakader und gab am 7. September 2008 bei der 0:3-Niederlage gegen den SC Freiburg ihr Erstligadebüt. Am 1. März 2009 erzielte sie in der Partie gegen den Hamburger SV das erste Bundesligator. Nach dem Abstieg Crailsheims wechselte sie im Sommer 2009 zum Erstligisten SC Freiburg. Mit Freiburg stieg sie 2010 zwar erneut aus der Bundesliga ab, jedoch gelang in der Saison 2010/2011 der direkte Wiederaufstieg. Zur Spielzeit 2011/12 unterschrieb die Stürmerin schließlich einen Vertrag bei der TSG 1899 Hoffenheim, mit der ihr 2013 als Meister der 2. Bundesliga Süd der Aufstieg in die Bundesliga gelang. Nach 13 Bundesligaeinsätzen für die TSG in der Saison 2013/14, bei denen sie zumeist in der Schlussviertelstunde eingewechselt wurde, wechselte Eberhardt im Sommer 2014 in Hoffenheims zweite Mannschaft, die kurz zuvor den Aufstieg von der Regional- in die 2. Bundesliga geschafft hatte.
Nach Berufungen in die Auswahlmannschaften des Württembergischen Fußballverbandes gab Eberhardt 2008 ihr Debüt für die deutsche U-16-Nationalmannschaft, mit der sie im selben Jahr beim Nordic Cup siegreich war. 2009 gehörte sie zum 18-köpfigen deutschen Kader, der in Nyon die U-17-Europameisterschaft gewann.

## Erfolge
- Bundesliga-Aufstieg 2013 mit der TSG 1899 Hoffenheim
- Bundesliga-Aufstieg 2011 mit dem SC Freiburg
- U-17-Europameisterin 2009
- Nordic-Cup-Siegerin 2008
- Vize-Länderpokal-Siegerin mit Württemberg 2007